# Kukulcania arizonica
Kukulcania arizonica är en spindelart som först beskrevs av Chamberlin och Ivie 1935.  Kukulcania arizonica ingår i släktet Kukulcania och familjen Filistatidae. Inga underarter finns listade i Catalogue of Life.